# (6003) 1988 VO1
1988 في أو 1 (ويعرف أيضًا باسم (6003) 1988 في أو 1 وفق تسمية الكوكب الصغير) (بالإنجليزية: 1988 VO1)‏ هو كويكب ضمن حزام الكويكبات؛ وترتيبه 6003 من حيث الاكتشاف.
اكتُشف هذا الجُرم الفلكي بواسطة هيروشي كانيدا في 2 نوفمبر 1988.

## وصلات خارجية
- (6003) 1988 VO1 في قاعدة بيانات مختبر الدفع النفاث لأجرام النظام الشمسي الصغيرة

- الاكتشاف · مخطط المدار ·  العناصر المدارية · المعلمات المادية

- (6003) 1988 VO1 على موقع ويكي سكاي: DSS2, SDSS, GALEX, IRAS, Hydrogen α, X-Ray, Astrophoto, Sky Map, Articles and images